# Yellow (Lied)
Yellow (englisch für „Gelb“) ist ein Lied des deutschen DJs Robin Schulz, in Kooperation mit dem britischen Produzenten-Trio Disciples. Das Stück ist Teil von Schulz’ zweitem Studioalbum Sugar.

## Entstehung und Veröffentlichung
Geschrieben wurde das Lied gemeinsam von Nathan Duvall, dem Produzenten-Trio Junkx (bestehend aus: Dennis Bierbrodt, Jürgen Dohr und Guido Kramer), Gavin Koolman, Luke McDermott sowie Robin Schulz. Letzterer produzierte das Stück auch in Zusammenarbeit mit dem britischen Produzenten-Trio Disciples (bestehend aus: Duvall, Koolman und Luke McDermott), als Koproduzenten standen ihnen das deutsche Produzententeam um Junkx zur Seite. Junkx waren ebenfalls für die Abmischung sowie das Mastering des Liedes zuständig. Yellow wurde unter den Musiklabels Tonspiel und Warner Music veröffentlicht.
Auf dem Cover der Promo-Single ist – neben Künstlernamen und Albumtitel – Schulz zu sehen. Schulz selbst ist in schwarz-weiß dargestellt. Er trägt eine Sonnenbrille und richtet den Blick nach oben. Der Hintergrund des Coverbildes ist gelb gehalten. Es ist das gleiche Coverbild, nur mit geändertem Titel, wie das zu Schulz letztem Album Extended Prayer (erweiterte Version von Prayer). Obwohl Yellow auf dem nachfolgenden Album zu finden ist, benutzte man als Cover das des letzten Albums.
Die Erstveröffentlichung von Yellow erfolgte als Einzeldownload am 18. September 2015. Das Lied ist ein Bestandteil von Schulz’ zweitem Studioalbum Sugar und erschien lediglich als Promo-Single.

## Inhalt
Der Liedtext zu Yellow ist in englischer Sprache verfasst und steht ins Deutsche übersetzt für die Farbe „Gelb“. Die Musik und der Text wurden gemeinsam von Nathan Duvall, dem Produzenten-Trio Junkx, Gavin Koolman, Luke McDermott und Robin Schulz geschrieben. Musikalisch bewegt sich das Lied im Bereich des House und der Popmusik. Das Tempo beträgt 122 Beats per minute. Aufgebaut ist das Lied auf einer Strophe, einem Refrain und einer Bridge. Das Lied beginnt mit der Strophe auf die der Refrain folgt. Der Refrain besteht lediglich aus der sich wiederholenden Aussage „When everything isn’t yellow“ (englisch für „Wenn nicht alles gelb ist“). Nach dem ersten Refrain wiederholt sich die Strophe. Es folgt ein zweites Mal der Refrain sowie eine Bridge im Anschluss an den Refrain. Nach der Bridge folgte der dritte und letzte Refrain. Inhaltlich handelt das Lied von einer bröckelnden Liebesbeziehung.
| “When everything isn’t yellow, will we still smile through broken glass? And live in falsetto? Are we too deep for a second chance? They say time is a healer. Well, how do you expect to heal this clock? And every minute I see her, how can you turn when you’ve got this far??” – Strophe, Originalauszug | „Wenn nicht mehr alles gelb ist, werden wir dann immer noch durch Glassplitter hindurch lächeln? Und uns nach unserer Kopfstimme richten? Sind wir zu tief für eine zweite Chance gefallen? Man sagt, Zeit heilt alle Wunden. Naja, was glaubst du wird die Zeit mit sich bringen? Und jede Minute die ich sie sehe, wie kannst du dich umdrehen, wenn du so weit gekommen bist?“ – Strophe, Übersetzung |

## Mitwirkende
Liedproduktion
- Nathan Duvall: Komponist, Liedtexter, Musikproduzent
- Junkx: Abmischung, Komponist, Koproduzent, Liedtexter, Mastering
- Gavin Koolman: Komponist, Liedtexter, Musikproduzent
- Luke McDermott: Komponist, Liedtexter, Musikproduzent
- Robin Schulz: Komponist, Liedtexter, Musikproduzent

Unternehmen
- Tonspiel: Musiklabel
- Warner Music: Musiklabel

## Rezensionen
Marcel Menne vom deutschsprachigen E-Zine Plattentests.de vergab für das Album Sugar lediglich drei von zehn Punkten, wobei er Yellow neben Heatwave als ein Stück beschrieb, welches sich „allerbestens zum Chillen und Abhängen“ eigne.

## Chartplatzierungen
Bei Yellow handelt es sich um keine offizielle Singleveröffentlichung, das Lied erreichte lediglich aufgrund hoher Downloads die Charts. Das Lied erreichte in Deutschland in zwei Chartwochen Position 73 der Singlecharts. Daneben konnte sich das Stück mehrere Tage in den Tagesauswertungen der deutschen iTunes-Charts platzieren und erreichte mit Position 50 seine Höchstplatzierung am 4. September 2015. In der Schweiz erreichte das Lied in einer Chartwoche Position 70 der Charts.
Für Schulz als Interpret ist dies jeweils der siebte Charterfolg in Deutschland und der Schweiz. Als Produzent ist es sein fünfter und als Autor sein vierter Charterfolg in beiden Ländern. Für das Produzenten-Trio Junkx ist dies in ihrer Autorentätigkeit der sechste Charterfolg in Deutschland sowie nach Sugar der zweite in der Schweiz. Als Produzent erreichten sie zum vierten Mal die deutschen Singlecharts sowie ebenfalls nach Sugar zum zweiten Mal die Schweizer Hitparade. Das Produzenten-Trio Disciples erreichte mit Yellow nach How Deep Is Your Love (zusammen mit Calvin Harris) zum zweiten Mal die Singlecharts als Autoren, Interpreten und Produzenten in Deutschland und der Schweiz.